# Rhaphidorrhynchium warmingii
Rhaphidorrhynchium warmingii là một loài Rêu trong họ Sematophyllaceae. Loài này được (Hampe) Broth. miêu tả khoa học đầu tiên năm 1925.